# Monte Torrero
El monte Torrero es una elevación del terreno del nordeste de la península ibérica. Se encuentra en la provincia de Zaragoza.

## Descripción

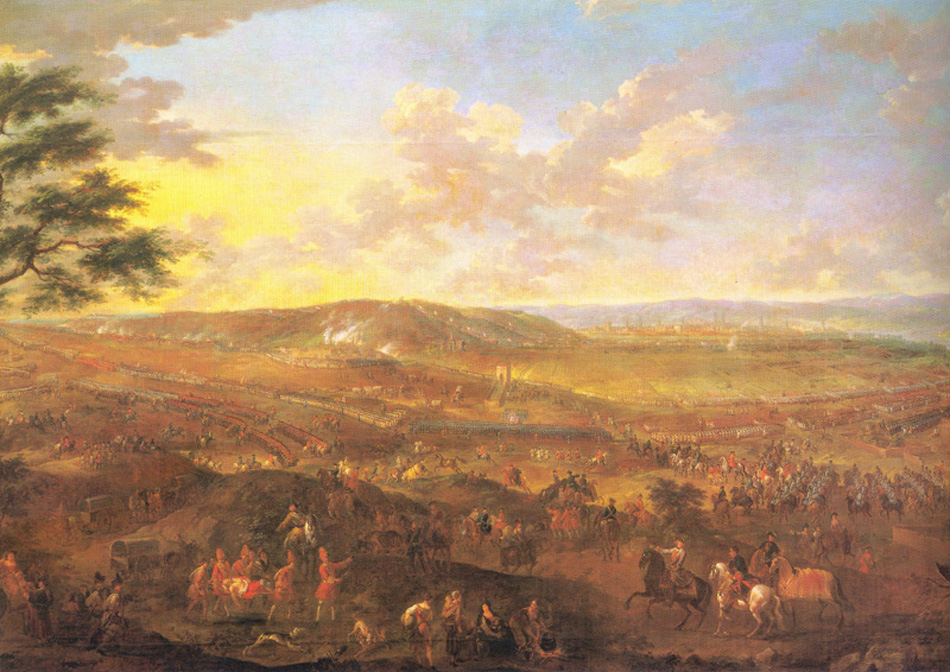
La batalla del monte Torrero, librada en 1710

El monte se encuentra al sudeste de la ciudad española de Zaragoza. Sus aguas descienden hacia el barranco de la Muerte. Aparece descrito en la Guía de Zaragoza (1860) de Vicente Andrés con las siguientes palabras:

Monte Torrero. El monte, llamado de Torrero, se halla situado á cuarto y medio de legúa al S. E. de la ciudad: su posicion topográfica favorece sobremanera el asedio de la capital por la gran elevacion que tiene sobre ella. En él hubo un pinar, cuyas maderas se empleaban para edificios particulares, pero se redujo á cultivo con plantacion de viñas, que se conservaron hasta fin del siglo pasado. Por este monte atraviesa el Canal Imperial que lo ha fertilizado: contine una pequeña poblacion, con su iglesia parroquial, que pertenece á la diócesis de Huesca, varios artefactos, el cementerio de la ciudad, dos almacenes de pólvora, alamedas, paseos, sotos y huertos de particulares. Descienden sus aguas á los barrancos de la Muerte, denominados así por la gran batalla que se dió á principios del siglo pasado, segun dejamos dicho en otro lugar. El célebre Pignatelli probó aquí su energía, y atravesando el rio Huerva con un puente canal, llevó las aguas de éste á fertilizar el dicho monte, reemplazando pronto á las plantaciones de viñas árboles frutales de todas clases.
(Andrés, 1860, p. 456)

El Canal Imperial de Aragón fertilizó el monte durante años.